# Moçâmedes
Moçâmedes ist eine Stadt im südwestlichen Angola am Atlantik gut 200 Kilometer nördlich der Grenze zu Namibia mit rund 282.000 Einwohnern. Zwischen 1985 und 2016 hieß sie Namibe. Moçâmedes ist Hauptstadt der Provinz Namibe. Sehenswert in der wüstenhaften Gegend sind die Welwitschien.

## Geschichte
Eine Vielzahl Felsmalereien und andere Funde belegen eine vorgeschichtliche Besiedlung.
Am 31. August 1841 errichteten die portugiesischen Kolonialherren an der Bucht ein Fort und gründeten eine Siedlung. Im Jahr 1849 erreichte Bernardino Freire de Figueiredo Abreu e Castro aus der portugiesischen Region Trás-os-Montes mit einer Gruppe von 166 portugiesischen Siedlern aus dem brasilianischen Pernambuco den Ort. Ab 1850 kamen weitere Siedler von der Algarve und Buren aus Südafrika hinzu. Nach diesem Bevölkerungszuwachs wurde er 1851 zur Stadt erhoben. Der Bau der Namibebahn von 1905 bis 1923 brachte der Stadt einen wirtschaftlichen Aufschwung. Im Jahr 1957 wurde der Handelshafen Porto do Namibe und 1968 der Industriehafen Sacomar eröffnet, von dem das Eisenerz einst aus Cassinga verschifft wurde. Die Stadt prosperierte bis zum Anfang der 1980er Jahre, als die Eisenerzbergwerke und der Hafen geschlossen wurden. Die Stadt wurde von dem Bürgerkrieg nach der Unabhängigkeit Angolas kaum betroffen; der schachbrettartig gestaltete Stadtkern wurde relativ gut erhalten.
Bis 1985 trug sie den portugiesischen Ortsnamen Moçâmedes (auch Mossamedes geschrieben), danach wurde sie zu Namibe umbenannt. Seit 2016 heißt sie wieder Moçâmedes. Sie wurde nach dem portugiesischen Gouverneur von Angola (1784–1790), José de Almeida Vasconcelos de Oliveira Soveral de Carvalho Baron von Mossâmedes benannt. Er unternahm bereits im Jahr 1786, allerdings vergeblich, den Versuch, für die Besiedlung dieses Ortes Siedler aus Portugal zu rekrutieren.

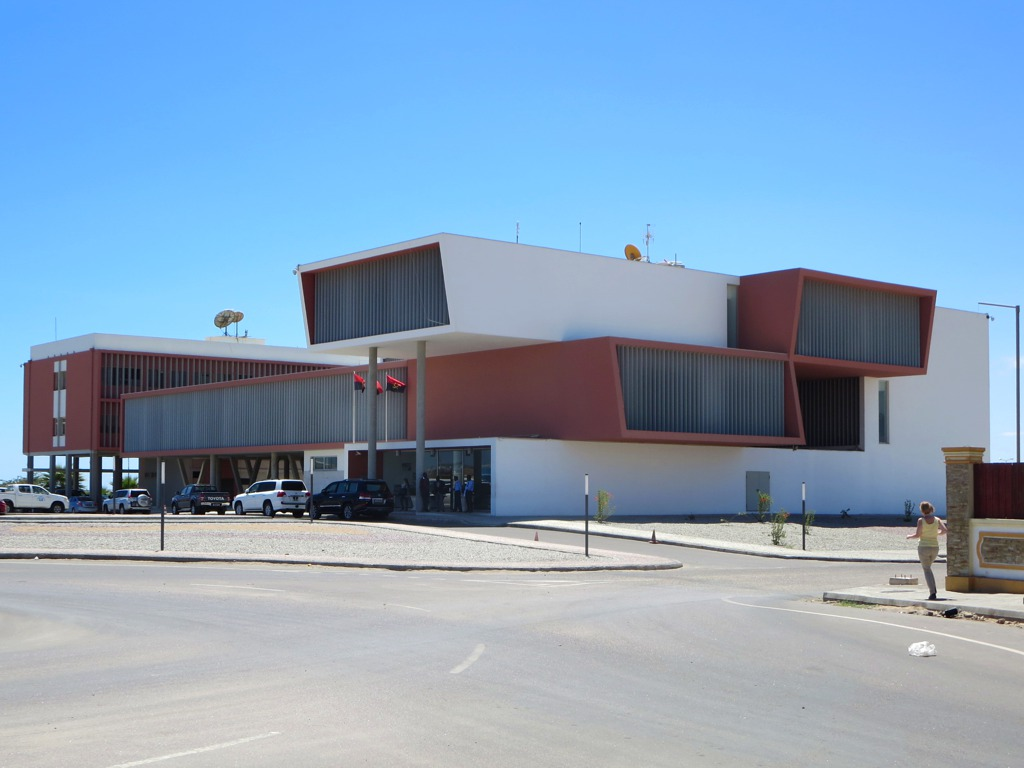
Sitz der Provinzregierung von Namibe

## Verwaltung
Moçâmedes ist Sitz eines gleichnamigen Kreises (Município) in der Provinz Namibe, deren Hauptstadt Moçâmedes zudem ist.
Der Kreis setzt sich aus vier Gemeinden (Comunas) zusammen:

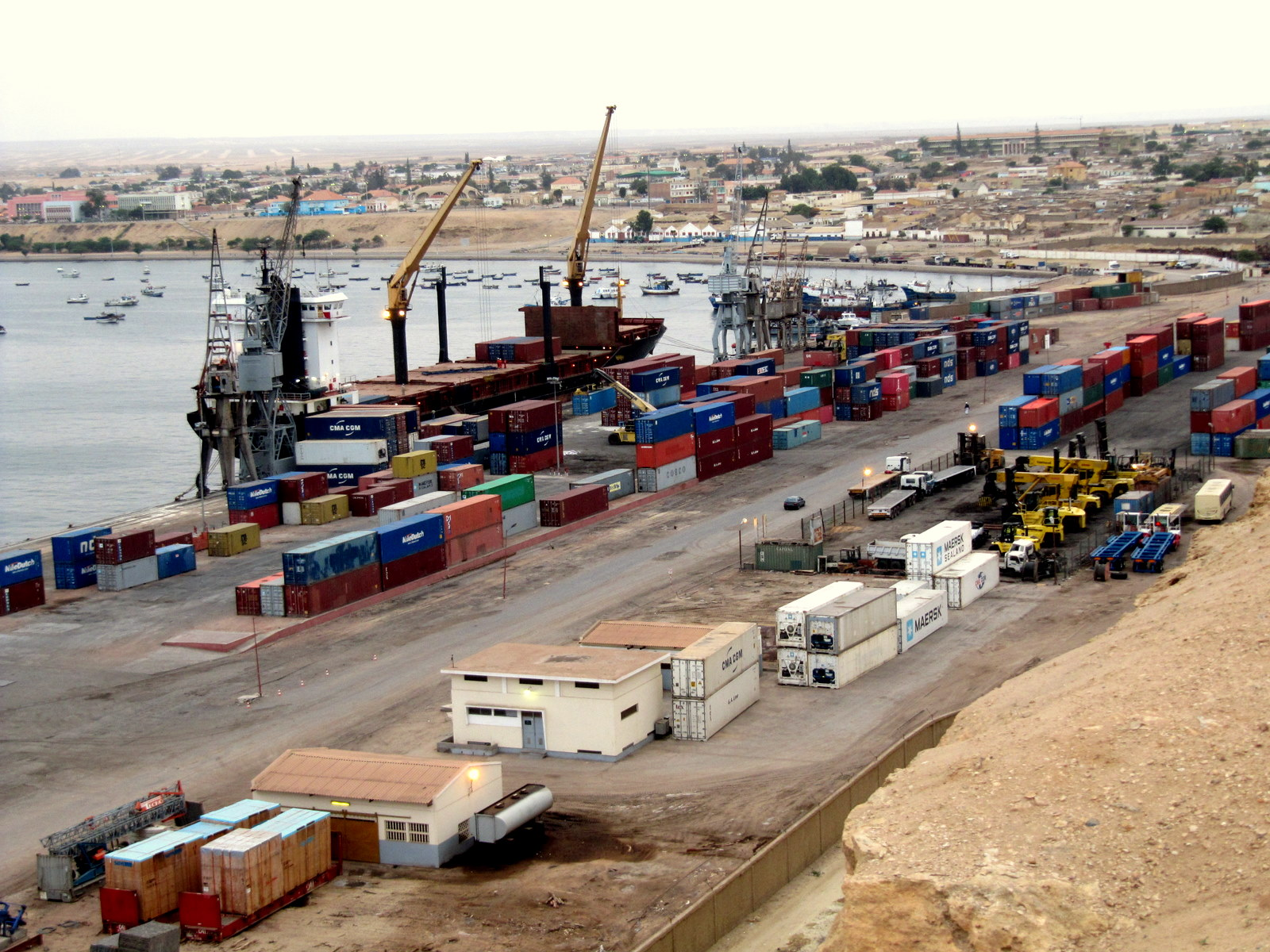
Der Hafen von Moçâmedes (2009)

- Bentiaba
- Forte Santa Rita
- Lucira
- Moçâmedes

## Verkehr
Moçâmedes ist nach Luanda und Lobito die drittgrößte Hafenstadt des Landes.
Moçâmedes ist Ausgangspunkt der Namibebahn.
Der 1978 eingeweihte Juri-Gagarin-Flughafen wurde nach umfassenden Umbau im September 2013 neu eröffnet und in Aeroporto Internacional Welwitschia Mirabilis umbenannt. Er verfügt nun über eine Landebahn von 2500 Meter.

## Wirtschaft
Die Hauptwirtschaftszweige sind die Fischerei, landwirtschaftliche Produkte (Getreide, Knollen, Obst und Gemüse), das Metall- und Holzgewerbe sowie Dienstleistungen.
Moçamedes ist der drittgrößte Hafen Angolas, gemessen am Umschlagsvolumen, er verfügte bisher jedoch über keine Kaianlagen für Containerschiffe. Im Januar 2019 wurde mit Toyota Tsusho der Vertrag zum Bau eines Containerterminals unterzeichnet.

## Klima
|                       | Jan  | Feb  | Mär  | Apr  | Mai  | Jun  | Jul  | Aug  | Sep  | Okt  | Nov  | Dez  |   |      |
| Mittl. Tagesmax. (°C) | 27,0 | 28,0 | 28,9 | 27,9 | 25,8 | 22,4 | 20,6 | 20,9 | 22,4 | 23,6 | 25,6 | 25,9 | ⌀ | 24,9 |
| Mittl. Tagesmin. (°C) | 19,1 | 19,8 | 20,7 | 18,7 | 14,7 | 12,8 | 13,0 | 13,8 | 14,9 | 15,9 | 17,1 | 17,7 | ⌀ | 16,5 |
|                       |      |      |      |      |      |      |      |      |      |      |      |      |   |      |
| Niederschlag (mm)     | 7,2  | 10,0 | 17,1 | 9,7  | 0,0  | 0,0  | 0,0  | 0,0  | 0,0  | 1,1  | 2,1  | 2,9  | Σ | 50,1 |
|                       |      |      |      |      |      |      |      |      |      |      |      |      |   |      |
| Sonnenstunden (h/d)   | 6,8  | 7,4  | 7,5  | 7,7  | 7,0  | 4,7  | 3,4  | 3,6  | 4,3  | 5,0  | 7,1  | 7,1  | ⌀ | 6    |
|                       |      |      |      |      |      |      |      |      |      |      |      |      |   |      |
| Regentage (d)         | 1    | 1    | 2    | 1    | 0    | 0    | 0    | 0    | 0    | 0    | 1    | 1    | Σ | 7    |
|                       |      |      |      |      |      |      |      |      |      |      |      |      |   |      |
| Luftfeuchtigkeit (%)  | 80   | 79   | 78   | 79   | 82   | 84   | 84   | 85   | 84   | 83   | 80   | 79   | ⌀ | 81,4 |

| 19,1 |

| 19,8 |

| 20,7 |

| 18,7 |

| 14,7 |

| 12,8 |

| 13,0 |

| 13,8 |

| 14,9 |

| 15,9 |

| 17,1 |

| 17,7 |

| 19,1 |

| 19,8 |

| 20,7 |

| 18,7 |

| 14,7 |

| 12,8 |

| 13,0 |

| 13,8 |

| 14,9 |

| 15,9 |

| 17,1 |

| 17,7 |

| N i e d e r s c h l a g | 7,2 | 10,0 | 17,1 | 9,7 | 0,0 | 0,0 | 0,0 | 0,0 | 0,0 | 1,1 | 2,1 | 2,9 |
|                         | Jan | Feb  | Mär  | Apr | Mai | Jun | Jul | Aug | Sep | Okt | Nov | Dez |

## Moçâmedes in der Literatur
In Edgar Wallace’ Kriminalroman „Die drei Gerechten“, angesiedelt in der Zeit nach dem Ersten Weltkrieg, baut die in London und Gloucester spielende Handlung auf einem wenige Jahre zurückliegenden, zufälligen Goldfund in der Nähe von Moçâmedes auf, zu dessen Ausbeutung eine Konzession des portugiesischen Kolonialministeriums notwendig ist.

## Söhne und Töchter der Stadt
- João Teixeira Pinto (1876–1917), portugiesischer Kolonialoffizier
- António Aniceto Monteiro (1907–1980), portugiesischer Mathematiker
- Herlander Peyroteo (1929–2002), portugiesischer Film- und Fernsehregisseur
- Carlos Castro (1945–2011), Journalist und Schriftsteller, Aktivist für die Rechte Homosexueller
- Maria da Piedade de Jesus (* 1963), Archäologin und Anthropologin, seit 2019 angolanische Kulturministerin
- Walter Novo Estrela (* 1967), angolanisch-portugiesischer Fußballspieler und -trainer, angolanischer Nationalspieler
- Emanuel Fernandes (* 1967), olympischer Beachvolleyballspieler
- Wilson (* 1969), angolanisch-portugiesischer Fußballspieler, angolanischer Nationalspieler
- Carlos Rocha (* 1974), portugiesischer Comicautor
- Egas Cacintura (* 1997), Fußballspieler

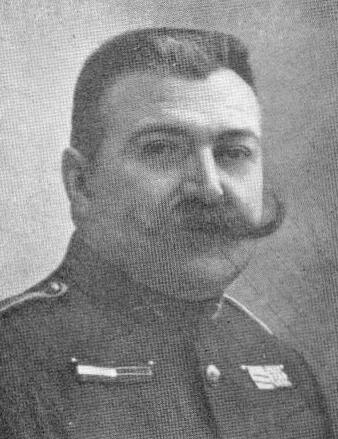
João Teixeira Pinto
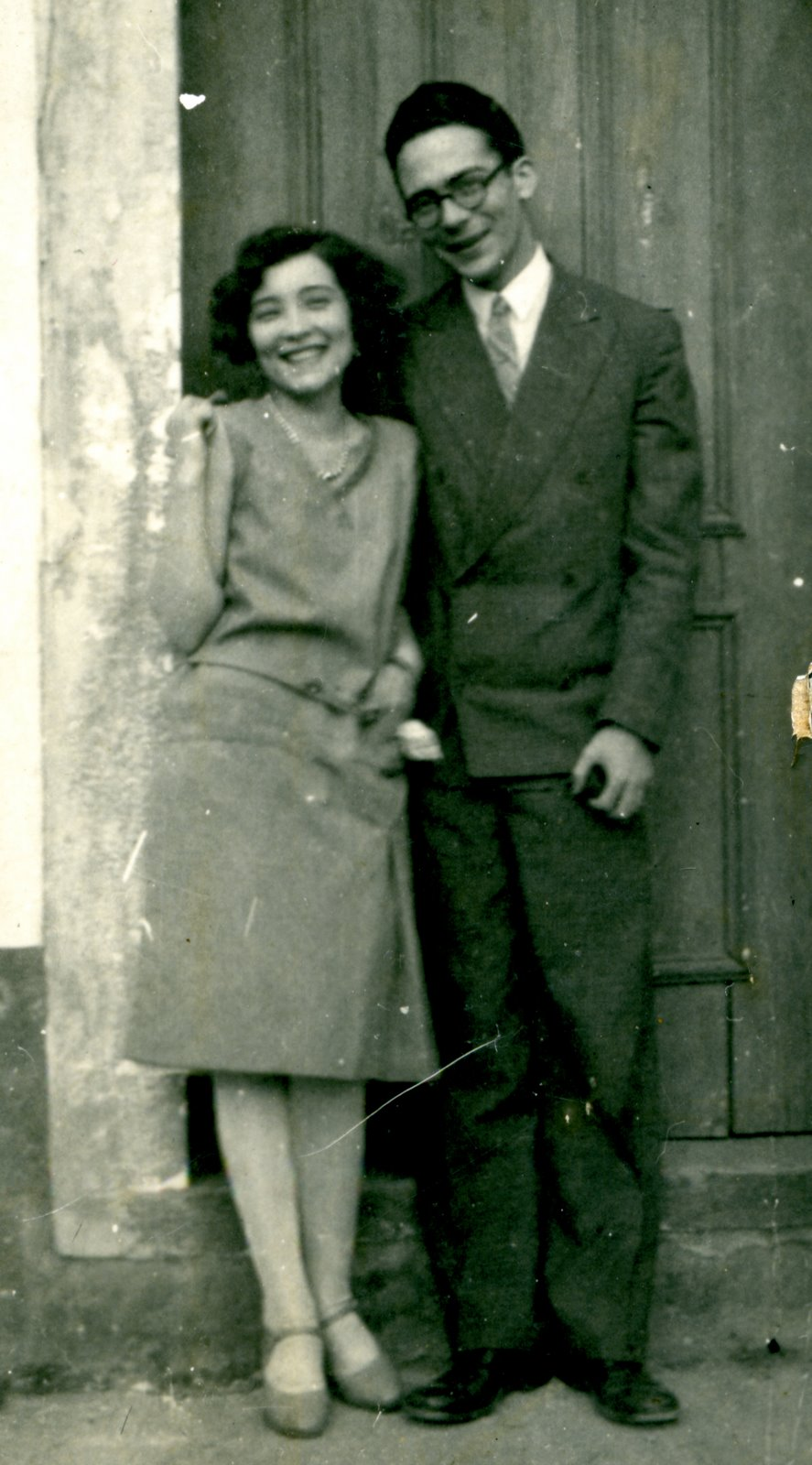
António Anciento Monteiro, nach seiner Hochzeit mit Lídia Marina de Faria Torres
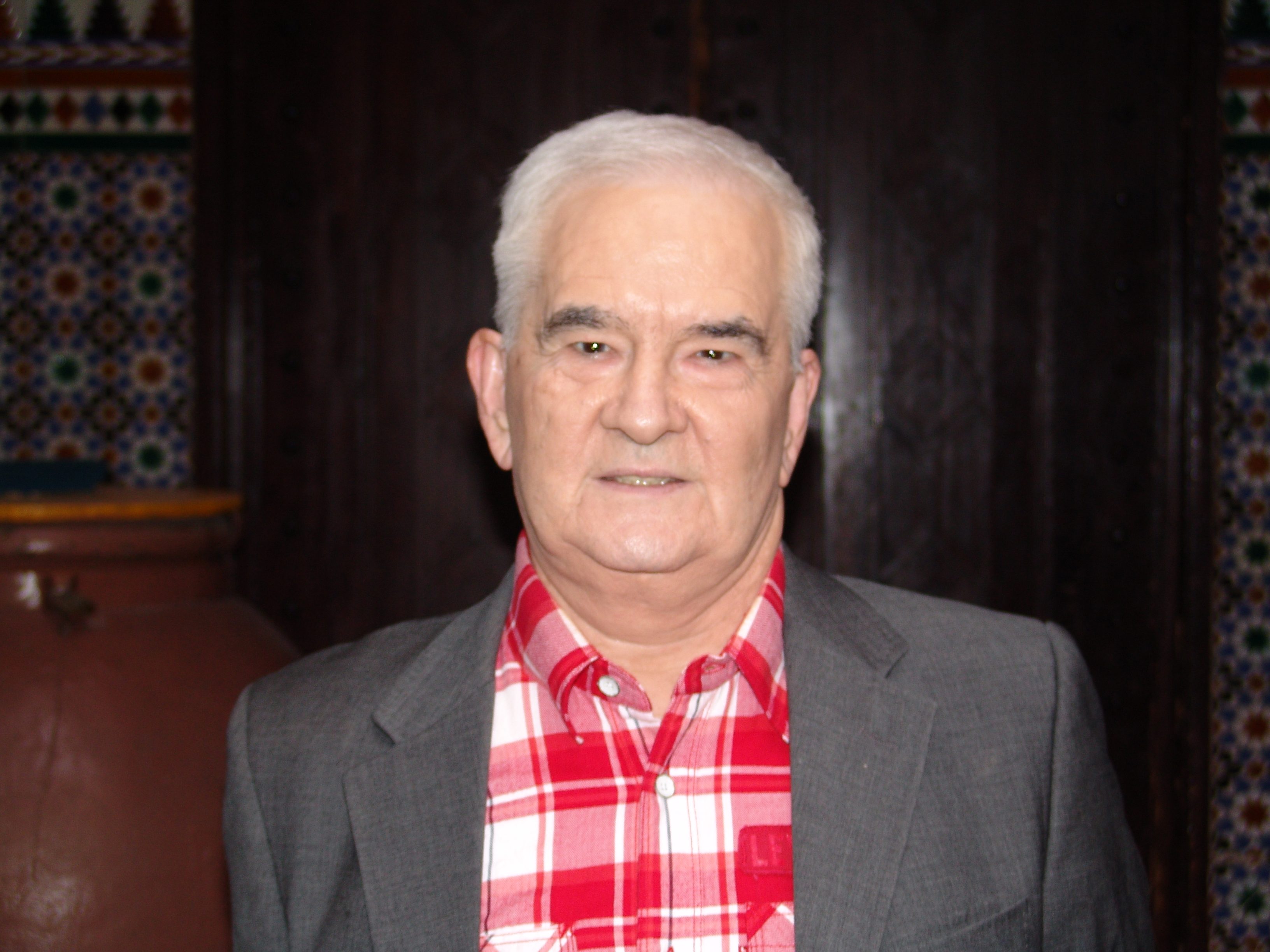
Carlos Castro (2010)